# Fábrica Militar General San Martín
La Fábrica Militar «General San Martín» (FM «GSM») fue una unidad productiva de la Dirección General de Fabricaciones Militares dedicada a la manufactura de vehículos. Integraba el Grupo Metal-Metalmecánico-Electrónico de DGFM, conformado también por otras cuatro plantas (Fray Luis Beltrán, Río Tercero, San Francisco y Domingo Matheu).
Estaba en la Ciudad de San Martín, provincia de Buenos Aires.
Fue creada durante la primera mitad del siglo XX bajo la denominación de «Fábrica de Material de Comunicaciones y Equipos». El Ministerio de Defensa cambió éste nombre en 1974 por «Fábrica Militar “General San Martín”». Su principal rubro fueron equipos de comunicación, de medición, de protección y del ganado. También fabricó vehículos blindados.
Fue declarada «sujeta de privatización» el 23 de julio de 1990 (Decreto 1398 del PEN). El 12 de marzo de 1993, se abrió la licitación pública para su venta. La misma sería concretada y el Gobierno dio por desafectada de su patrimonio el 18 de diciembre de 1996.